# Zoe Naylor
Zoe Naylor (Sydney, 19 februari 1979) is een Australische actrice.
Naylor is afgestudeerd aan de Queensland University of Technology in 2002. Ze is ook ambassadeur voor het Prince of Wales Hospital and Tag Heuer. Ze is het meest bekend door haar rol van Regan McLeod in McLeod's Daughters.

## Filmografie
| Jaar  | Titel                               | Rol          |
| ----- | ----------------------------------- | ------------ |
| 1999  | Fearless                            | Hetty        |
| 2000  | Virtual Nightmare                   |              |
| 2003  | Evil Never Dies                     | Abby         |
| 2004  | The Cooks                           | Janie        |
| 2005- | McLeod's Daughters (televisieserie) | Regan McLeod |
| 2006  | Orange Roughies                     | Jane Durant  |
| 2006  | The Book of Revelation              | Astrid       |